# New Caledonia (Kanada)
New Caledonia war ein Pelz-Handelsbezirk der Hudson’s Bay Company, der das Territorium des nördlichen Zentrums der heutigen kanadischen Provinz British Columbia umfasste. Obwohl es sich nicht um eine britische Kolonie handelte, war New Caledonia Teil des britischen Herrschaftsbereichs in Nordamerika. Sein administratives Zentrum war Fort St. James. Der Rest des heutigen Festlandsgebietes von British Columbia wurde von den Briten als Columbia Department bezeichnet, von den US-Amerikanern Oregon Country. Selbst vor der Aufteilung des Columbia Department durch den Oregon-Kompromiss (1846) wurde „New Caledonia“ oft verwendet, um irgendein Gebiet auf dem Festland zu bezeichnen, das nicht im Columbia Department lag wie beispielsweise Fort Langley im Fraser Valley.

## Pelz-Handelsbezirk
Die Erkundungen von James Cook und George Vancouver sowie die spanischen Konzessionen von 1792 bildeten die Grundlage für den Anspruch auf Gebiete an der nordamerikanischen Küste nördlich von Kalifornien durch die Briten. Ebenso wurden die britischen Gebiete im Inland durch die Erkundungen von Sir Alexander Mackenzie, Simon Fraser, Samuel Black, David Thompson und John Finlay begründet sowie die darauf folgende Errichtung von Pelzhandels-Posten durch die North West Company und die Hudson’s Bay Company (HBC). Bis 1849 jedenfalls war die Region, die das heutige British Columbia umfasst, ein wildes Gebiet in Britisch-Nordamerika. Anders als Ruperts Land im Norden und Osten waren die Bezirke von New Caledonia und seines südlichen Nachbarn Columbia District nicht der HBC zur Nutzung überantwortet worden. Dem Unternehmen war vielmehr einfach ein Monopol für den Handel mit den First Nations zugestanden worden, nachdem 1821 die Vereinigung mit der North West Company erfolgt war.
Im Grunde genommen wurde New Caledonia erst mit der Gründung der ersten britischen Pelzhandels-Posten westlich der Rocky Mountains durch Simon Fraser und seine Gefolgschaft während ihrer Erkundungen von 1805 bis 1808 „Wirklichkeit“. Diese waren Fort George (das spätere Prince George) am Zusammenfluss von Fraser River und Nechako River, Fort Fraser am Fraser Lake, Hudson's Hope in der Nähe des Peace River Canyon, Fort McLeod am McLeod Lake nördlich von Fort George und das Verwaltungszentrum des Bezirks, Fort St. James, am Ufer des Stuart Lake. Im eigentlichen Sinne umfasste New Caledonia zuerst die Gebiete des nordwestlichen Interior Plateau, die von Peace River, Stuart River und Bulkley River entwässert werden. Der Ursprung des Namens wird allgemein Simon Fraser und seinen Mitstreitern zugesprochen, welche durch die Hügel und Wälder an die Scottish Highlands erinnert wurden.

## Veränderte Grenzen und Bezeichnungen
Die Grenzen des Bezirks waren sehr vage gezogen und veränderten sich über die Zeit hinweg. Im Grunde genommen erstreckte sich New Caledonia so weit wie die ökonomischen Beziehungen seiner markierten Handelsposten, welche über die Jahre stark ausgeweitet wurden. Als östliche Grenze wurden die Rocky Mountains angesehen, als nördliche Grenze der Finlay River und als südliche Grenze das Gebiet Cariboo oder das Einzugsgebiet des Thompson River. Die Region südlich des Thompson River und nördlich der damaligen mexikanischen Grenze am 42. Breitengrad wurde als Columbia District bezeichnet. Dieses wurde zunächst von Fort Astoria aus verwaltet, später von Fort Vancouver aus (dem heutigen Vancouver (Washington)). Die westwärts gerichtete Migration US-amerikanischer Siedler über den Oregon Trail führte zum Oregon Boundary Dispute. Die Unterzeichnung des Oregon Treaty 1846 beendeten die Streitigkeiten um die westlich der Rocky Mountains entsprechend dem Londoner Vertrag von 1818 gelegenen Gebiete. Die südliche Grenze des Bezirks wurde zum 49. Breitengrad und die Verwaltung nach Fort Victoria verlegt. Ungeachtet dessen wurde die Bezeichnung New Caledonia im allgemeinen Sprachgebrauch für alle britischen Gebiete auf dem Festland nördlich der Grenze zu den USA und westlich der Rocky Mountains verwendet.
Vancouver Island und die Gulf Islands in der Strait of Georgia wurden 1849 als Kronkolonie Vancouver Island bezeichnet.

## Von New Caledonia nach British Columbia
New Caledonia wurde in den Folgejahren weiterhin von der HBC verwaltet, deren Regional-Chef James Douglas auch Gouverneur von Vancouver Island wurde. Diese Situation war so lange handhabbar wie die europäischstämmige Bevölkerung klein war (etwa 100 Personen, meist Angestellte der HBC und ihre Familien). All dies änderte sich jedoch 1858 mit den Goldfunden nördlich von Yale, welche den Fraser-Canyon-Goldrausch auslösten, der wiederum den Zustrom von zwanzig- bis dreißigtausend Personen, meistens US-Amerikaner, zur Folge hatte. Douglas, der keine formelle Autorität über die Region ausübte, fühlte sich verpflichtet, die britische Souveränität durch den Einsatz eines Kanonenbootes an der Mündung des Fraser River auszuüben, um mithilfe dessen Gebühren von allen Prospektoren einzuziehen, die flussaufwärts zogen. Der britische Kolonialminister trat daraufhin in Aktion und brachte ein Gesetz durch das Parlament, welches New Caledonia am 2. August 1858 zur Kronkolonie erklärte. Dem neuen Territorium wurde der Name Colony of British Columbia verliehen und New Westminster wurde am südlichen Abschnitt des Fraser River gegründet sowie zur neuen Hauptstadt erklärt.
Der Name New Caledonia wird nach wie vor in offiziellen und kommerziellen Bezeichnungen in der Region verwendet (z. B. für das College of New Caledonia und die Diözese von Caledonia in Prince George sowie die Caledonia Sr. Secondary School in Terrace).